# Francoulès
Francoulès ist eine französische Gemeinde mit 262 Einwohnern (Stand: 1. Januar 2022) im Département Lot in der Region Okzitanien. Sie gehört zum Arrondissement Cahors und zum Kanton Causse et Bouriane. Nachbargemeinden sind Ussel im Norden, Nadillac im Osten, Bellefont-La Rauze im Süden, Maxou im Westen und Mechmont im Nordwesten.

## Bevölkerungsentwicklung
| Jahr      | 1962 | 1968 | 1975 | 1982 | 1990 | 1999 | 2005 | 2010 | 2018 |
| --------- | ---- | ---- | ---- | ---- | ---- | ---- | ---- | ---- | ---- |
| Einwohner | 214  | 223  | 184  | 155  | 183  | 213  | 206  | 217  | 231  |

## Sehenswürdigkeiten
- Kirche Saint-Firmin, Monument historique

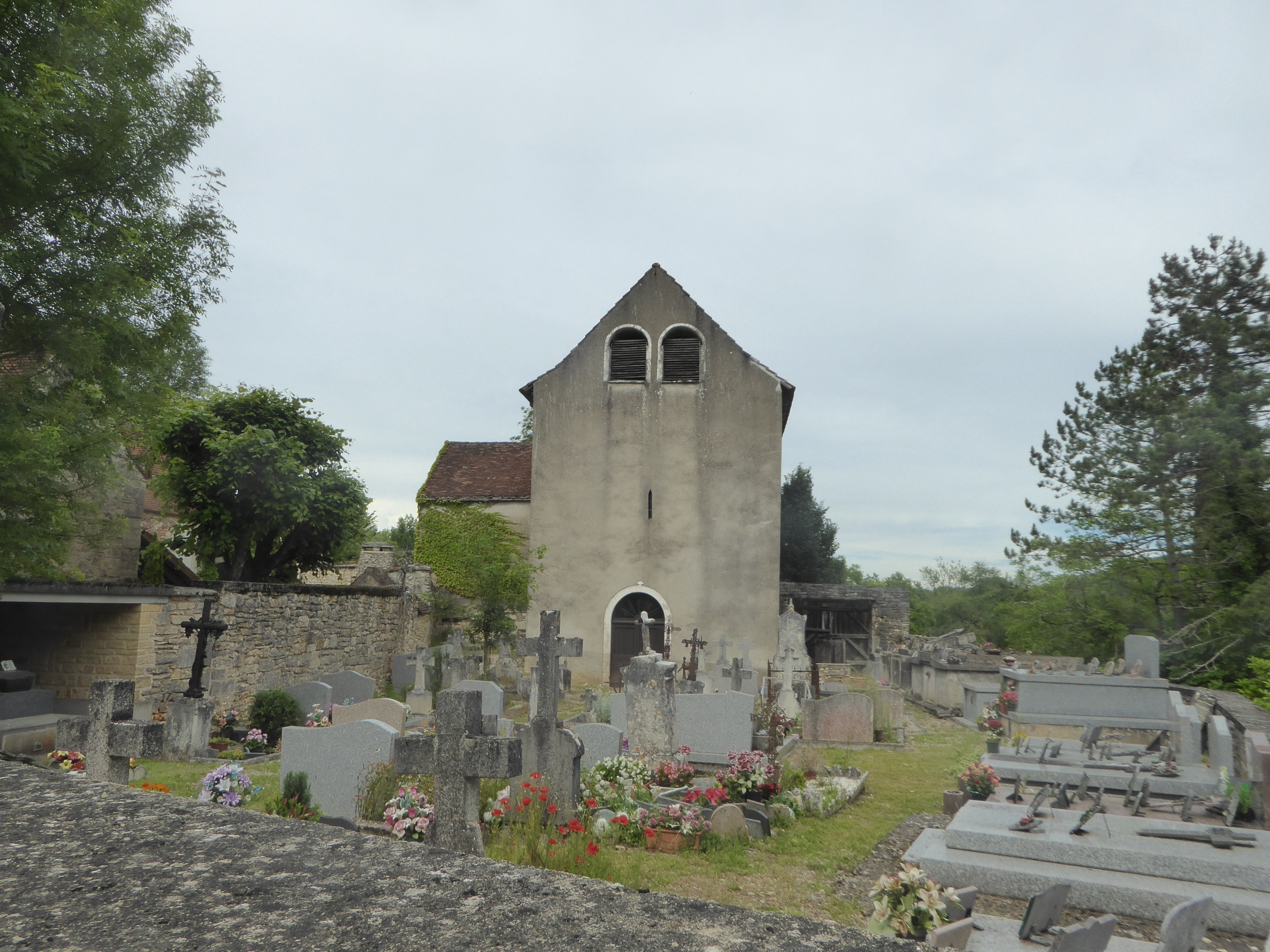
Kirche Saint-Firmin